# Echinococcus oligarthra
Echinococcus oligarthra ist ein Bandwurm aus der Gattung Echinococcus, dessen Verbreitungsgebiet Mittel- und Südamerika ist. Natürliche Endwirte sind Katzen wie die Pampaskatze (Leopardus colocolo), Kleinfleckkatze (Leopardus geoffroyi), Ozelot (Leopardus pardalis), Jaguar (Panthera onca), Jaguarundi (Puma yagouaroundi) und Puma (Puma concolor). Als Zwischenwirt für die Metazestode dienen vor allem Nagetiere.
Das Verbreitungsgebiet von E. oligarthra entspricht dem von E. vogeli. Beide können anhand der Länge und Proportion der Haken des Rostellums unterschieden werden. Sehr selten kann es auch zur Infektion des Menschen kommen, die wie der etwas häufigere Befall mit E. vogeli als Polyzystische Echinokokkose bezeichnet wird. Bislang sind nur drei Fälle einer humanen E.-oligarthra-Infektion bekannt, wobei zwei mit einer Ansiedlung der Metazestode in den Augen und einer mit Befall des Herzens einherging.